# Nico Meerholz
Nico George Meerholz, né le 23 octobre 1959, est un joueur sud-africain de badminton.

## Carrière
Il remporte aux Championnats d'Afrique 1992 la médaille d'or en double messieurs avec Anton Kriel.
Nico Meerholz participe aux tournois de simple messieurs et de double messieurs (avec Anton Kriel) des Jeux olympiques d'été de 1992 à Barcelone ; il est éliminé dès le premier tour dans les deux tournois.